# Kunowo (gromada)
Kunowo – dawna gromada, czyli najmniejsza jednostka podziału terytorialnego Polskiej Rzeczypospolitej Ludowej w latach 1954–1972.
Gromady, z gromadzkimi radami narodowymi (GRN) jako organami władzy najniższego stopnia na wsi, funkcjonowały od reformy reorganizującej administrację wiejską przeprowadzonej jesienią 1954 do momentu ich zniesienia z dniem 1 stycznia 1973, tym samym wypierając organizację gminną w latach 1954–1972.
Gromadę Kunowo z siedzibą GRN w Kunowie  utworzono – jako jedną z 8759 gromad na obszarze Polski – w powiecie gostyńskim w woj. poznańskim, na mocy uchwały nr 20/54 WRN w Poznaniu z dnia 5 października 1954. W skład jednostki weszły obszary dotychczasowych gromad Dalabuszki, Dusina I, Dusina II, Kunowo, Stężyca i Szczodrochowo oraz miejscowość Ostrowo z dotychczasowej gromady Ostrowo ze zniesionej gminy Gostyń w powiecie gostyńskim, a także obszar dotychczasowej gromady Tworzymirki ze zniesionej gminy Dolsk w powiecie śremskim w tymże województwie. Dla gromady ustalono 21 członków gromadzkiej rady narodowej.
29 lutego 1956 z gromady Kunowo wyłączono miejscowość Pożegowo oraz 17 nieruchomości ze wsi Dusina (nr-y 1-17), włączając je do miasta Gostynia w tymże powiecie.
1 stycznia 1958 z gromady Kunowo wyłączono miejscowość Dusina I, włączając ją do miasta Gostynia w tymże powiecie.
Gromadę zniesiono 1 stycznia 1962, a jej obszar włączono do nowo utworzonej gromady Gostyń w tymże powiecie.